# Sergio Agüete
Sergio Agüete, vollständiger Name Sergio Mathías Agüete Pizzi, (* 2. Januar 1993 in Montevideo) ist ein uruguayischer Fußballspieler.

## Karriere
Der 1,86 Meter große Offensivakteur Agüete gehörte mindestens seit der Spielzeit 2013/14 dem Kader des Zweitligisten Central Español an. In jener Saison absolvierte er 25 Ligaspiele für die Montevideaner und schoss drei Tore. Anfang August 2014 wechselte er zum Erstligisten Juventud. Beim Klub aus Las Piedras kam er in der Primera División in der Saison 2014/15 nicht zum Einsatz. Anschließend wechselt er Anfang September 2015 zum Zweitligisten Canadian Soccer Club. In der Spielzeit 2015/16 bestritt er drei Zweitligaspiele (kein Tor). Während in der Saison 2016 weder Einsätze noch eine Kaderzugehörigkeit für ihn verzeichnet sind, kam er in der Spielzeit 2017 bislang (Stand: 10. August 2017) zehnmal für Canadian in der zweithöchsten uruguayischen Spielklasse zum Einsatz und schoss drei Tore.